# Alex Molenaar (wielrenner)
Alex Molenaar (Rotterdam, 13 juli 1999) is een Nederlands wielrenner die anno 2025 rijdt voor Caja Rural-Seguros RGA.

## Carrière
Molenaar groeide op in Oud-Beijerland. Zijn moeder komt oorspronkelijk uit Catalonië. Zelf had hij al zes jaar in Spanje gewoond, voordat hij bij een Spaanse ploeg ging rijden.
Als junior won Molenaar het eindklassement van de Internationale Junioren Driedaagse in 2017.
In 2018 maakte Molenaar de overstap naar de wielerploeg Destil-Parkhotel Valkenburg. In datzelfde jaar werd hij vierde in het eindklassement van de Ronde van Szeklerland en won hij het jongerenklassement in die zelfde ronde.
In 2019 kwam Molenaar uit voor Monkey Town-à Bloc. Voor deze ploeg behaalde hij zijn eerste UCI-overwinning in de Ronde van Opper-Oostenrijk waar hij de 2e etappe won. Later dit jaar won hij nog de 8e etappe in de Ronde van het Qinghaimeer.
Van 2020 tot en met 2022 reed Molenaar voor Burgos-BH. In 2020 debuteerde hij in de Ronde van Spanje die wegens Corona in oktober/november werd verreden. In de tiende en zeventiende etappe zat hij mee in de vroege, lange vlucht. In 2022 reed hij mee in de Ronde van Catalonië. In de tweede etappe zat hij mee in de kopgroep, en kwam hij op de eerste van drie klimmetjes als eerste boven. Het lukte hem echter niet om de bergtrui te winnen. In de seizoenafsluitende, Maleisische Ronde van Langkawi won hij de laatste etappe.
In 2024 reed Molenaar voor de ploeg Illes Balears Arabay Cycling. In de vierdaagse rittenkoers O Gran Camiño in Galicië zat hij in de tweede etappe in de kopgroep en bleef daarvan in de finale als enige over. Op zes kilometer van het einde werd hij voorbij gestoven door Jonas Vingegaard, Egan Bernal en Jefferson Cepeda. Molenaar eindigde uiteindelijk als zesde. In de Portugese Ronde van Cova da Beira won hij een etappe en het puntenklassement.
Voor het jaar 2025 stapte Molenaar over naar Caja Rural-Seguros RGA. Begin april zat hij in de kopgroep tijdens de Grote Prijs Miguel Indurain 2025. In de finale wist alleen Thibau Nys voorbij te steken.

## Overwinningen
2018
Jongerenklassement Ronde van Szeklerland
2019
Jongerenklassement Ronde van Cova da Beira
2e etappe Ronde van Opper-Oostenrijk
8e etappe Ronde van het Qinghaimeer
Eind- en jongerenklassement Ronde van Roemenië
2022
8e etappe Ronde van Langkawi
2024
3e etappe Ronde van Cova da Beira
Puntenklassement Ronde van Cova da Beira

## Resultaten in voornaamste wedstrijden
| Jaar | Ronde van Italië | Ronde van Frankrijk | Ronde van Spanje |
| ---- | ---------------- | ------------------- | ---------------- |
| 2020 |                  |                     | 128e             |
| 2021 |                  |                     |                  |

| Jaar | Clásica San Sebastián | Parijs-Tours |
| ---- | --------------------- | ------------ |
| 2020 |                       | 66e          |
| 2021 | opgave                |              |

## Ploegen
- 2018 –  Destil-Parkhotel Valkenburg
- 2019 –  Monkey Town-à Bloc
- 2020 –  Burgos-BH
- 2021 –  Burgos-BH
- 2022 –  Burgos-BH
- 2023 –  Electro Hiper Europa
- 2024 –  Illes Balears Arabay Cycling
- 2025 –  Caja Rural-Seguros RGA

Beard · Blummel · Brusselman · Eriksson · García · Grigorjan · van der Heijden · de Jong · Kerkhof · van Loon · Molenaar · Oreel · van Trijp · Tsjoersin · Vodicka · van Wijk
Aparicio · Bol · Cabedo · Díaz (vanaf 3/6) · Domingues · Ezquerra · Fuentes · Langellotti · López-Cózar · Madrazo · Molenaar · Moreno · Muller · Navarro · Okamika · Orts · Pelegrí · Peñalver · Räim · Rubio · Sánchez · Fernández (stagiair) · Franco (stagiair) · Martin (stagiair)